# Fakhri Sheikh El-Ard
Fakhri El-Ard (arabisch فخري شيخ الأرض, DMG Faḫrī Šaiḫ al-Arḍ; * 20. April 1920 in Syrien) ist ein saudischer Diplomat im Ruhestand.

## Werdegang
Mit seinem Zwillingsbruder Medhat Sheikh el-Ard gehörte er am 12. Mai 1937 zur Entourage von Saud ibn Abd al-Aziz zur Krönung von Georg VI. (Vereinigtes Königreich).
Er war Gesandtschaftsrat in Paris.
Vom 26. Mai 1951 bis 8. November 1956 war er Ministre plénipotentiaire in Jakarta.
Vom 8. November 1956 bis 26. Mai 1961 war er Gesandter in Bern.
Von 1963 bis 1967 war er Botschafter in Wien.
Von 1968 bis 1975 war er Botschafter in Rabat. Am 9. Juli 1971, anlässlich des Putschversuchs von Skhirat von Mohamed Medbouh und Oberst M'hamed Ababou bei einem diplomatischen Empfang zum 42. Geburtstag von Hassan II., gab ein Kadett eine Maschinenpistolensalve in Kopfhöhe auf eine Gruppe mit erhobenen Händen ab. In dieser Gruppe befand sich Fakhri Sheikh El-Ard, welchem ob seiner kurzen Statur die erhobenen Arme verletzt wurden. Er wurde für tot gehalten und blieb von weiteren Verletzungen verschont.